# قطعنامه ۱۹۷۸ شورای امنیت
قطعنامه  ۱۹۷۸ شورای امنیت سازمان ملل متحد که در تاریخ ۲۷ آوریل ۲۰۱۱ تصویب شد، سندی بین‌المللی دربارهٔ بررسی وضعیت سودان است. این قطعنامه طی نشست ۶۵۲۲ام با ۱۵ رای موافق، ۰ مخالف و ۰ ممتنع تصویب شد.